# Hòrgas (Alta Garona)
Hòrgas (francès Forgues) és un municipi del departament francès de l'Alta Garona, a la regió d'Occitània.